# ハリー・モッシャー
ハリー・ストーン・モッシャー（英語：Harry Stone Mosher、1915年8月31日 - 2001年3月2日）は、モッシャー試薬の発見で知られるアメリカの化学者である。

## 概要
アメリカのオレゴン州セイラムにて生まれた。公立高校を経てウィラメット大学へ進学し、1937年に化学の学士号を受けた。1939年にはオレゴン州立大学で修士号を取得。ウィラメット大学で一年間の教育活動を行った後に、ペンシルベニア大学のフランク・C・ホイットモア（Frank Clifford Whitmore）の下で大学院生として研究を行い、1942年に化学の博士号を取得。その後、第二次世界大戦終了までペンシルベニア大学で助手として勤務し、抗マラリア薬の研究とDDTの生産研究に従事した。
1944年に大学院生のキャロル・ウォーカー（Carol Walker）と結婚。1947年にスタンフォード大学化学科へ助手の職を得てカリフォルニア州へ移住。その後、教授へと昇進し、1981年に引退するまで同大学に勤めた。スタンフォード大学名誉教授、ウィラメット大学名誉博士を授与される。2001年にスタンフォードの自宅で病により死去、81歳。

## 業績
大学院生のメランクトン・ブラウン（Melanchton Brown）とともに、カリフォルニアイモリ（Taricha torosa）からタリカトキシン（tarichatoxin）を結晶として単離、報告した。タリカトキシンはその後、元素分析と薬理活性からテトロドトキシンと同一の化合物であったことが判明した。また、有機化合物の立体化学の決定において極めて重要な手法であるモッシャー法（およびモッシャー試薬）を開発した。なお、モッシャー法は徳島大学薬学部の楠見武徳らにより新モッシャー法として改良され、現在でも有力な立体構造決定法として天然物化学などの分野で利用されている。
1980年には、アメリカ化学会のSanta Clara Valley sectionにおいて、The Harry and Carol Mosher Awardが設立された。

## 参考記事
- “Obituaries”.   Los Angeles Times (2001年3月27日). 2009年11月5日閲覧。

- “Memorial          Resolution: Harry S. Mosher”.   Stanford Report (2002年2月27日). 2009年11月5日閲覧。

- “The Harry and Carol Mosher Award”. 2009年11月5日閲覧。